# Tomàs Valls
Tomàs Valls i Comas (Sallent, 1840 - 8 d'octubre de 1887)fou un dirigent obrer català, d'ofici teixidor mecànic, filador i barber.
Formà part de la Direcció Central de les Societats Obreres de Barcelona, fou un dels 30 signants de la crida A los obreros de Cataluña (6 de desembre de 1868), per a la celebració d'un congrés obrer català, en el qual participà. (Barcelona, 13-12-1868). Fou el primer secretari de la comissió interina de la Federació de les Tres Classes de Vapor a Barcelona el 1869.
Va assistir al segon congrés de la FRE de l'AIT a Saragossa de 4 a 8 d'abril de 1872. Des de finals de desembre de 1871 fou secretari del comitè de les "Tres Classes de Vapor" de Barcelona, i el juny de 1873 formava part del Consell de la Unió Manufacturera, en nom del qual va signar el manifest Al pueblo, al ejército, a la armada y a los voluntarios de Barcelona, recomanant calma i ordre en un moment que s'havien revoltat els militars a Igualada.
Mor a Barcelona el 8 d'octubre de 1887 de "Hemiplejia" al carrer Parlament, 44 a l'edat de 47 anys estant casat amb Sebastiana Triau.